# Ironman Hawaï 1993
De Ironman Hawaï 1993 is een triatlonwedstrijd, die wordt beschouwd als het wereldkampioenschap triatlon voor de Ironman Afstand (3,86 km zwemmen - 180,2 km fietsen - 42,195 km hardlopen). Deze 17e editie van de Ironman Hawaï vond plaats op zaterdag 30 oktober 1993. Er werd gestart op het eiland Hawaï in Kailua-Kona.
De wedstrijd bij de mannen werd net als de vorige editie gewonnen door de Amerikaan Mark Allen. Dit was de vijfde maal dat hij op het hoogste schavot mocht staan. Met een finishtijd van 8:07.45 had hij een voorsprong van ruim zeven minuten op de Fin Pauli Kiuru, die in 8:14.27 over de finish kwam. Bij de vrouwen won de Zimbabwaanse Paula Newby-Fraser de wedstrijd voor zesde maal in haar sportieve loopbaan. Met en finishtijd van 8:58.23 was dit de tweede keer dat ze onder de magische grens van 9 uur bleef. De Amerikaanse Erin Baker werd tweede op een kleine tien minuten achterstand.
De beste Nederlander was Ben van Zelst. Hij kwam als 101e uit het water, fietste zich naar een twintigste plaats en leek op weg te gaan naar een plek in de top tien. Dit bleek naderhand niet haalbaar. Bij de marathon kreeg last van zijn maag en moest tot tweemaal toe overgeven. Hij legde de marathon af in een tijd van 3 uur en 2 minuten en finishte als elfde in 8:35.23.

## Uitslagen

### Mannen
| rang   | naam              | land | totaaltijd | zwemmen | fietsen | lopen   |
| ------ | ----------------- | ---- | ---------- | ------- | ------- | ------- |
| Goud   | Mark Allen        | USA  | 8:07.45    | 0:50.40 | 4:29.00 | 2:48.05 |
| Zilver | Pauli Kiuru       | FIN  | 8:14.27    | 0:51.05 | 4:28.06 | 2:55.16 |
| Brons  | Wolfgang Dittrich | GER  | 8:20.13    | 0:48.30 | 4:30.29 | 3:01.14 |
| 4      | Ken Glah          | USA  | 8:24.01    | 0:50.41 | 4:33.54 | 2:59.26 |
| 5      | Jurgen Zack       | GER  | 8:26.18    | 0:51.52 | 4:27.42 | 3:06.44 |
| 6      | Paul Huddle       | USA  | 8:27.47    | 0:53.32 | 4:39.39 | 2:54.36 |
| 7      | Bruce Thomas      | AUS  | 8:28.49    | 0:50.29 | 4:38.15 | 3:00.05 |
| 8      | Holger Lorenz     | GER  | 8:32.51    | 0:51.47 | 4:35.29 | 3:05.35 |
| 9      | Jeff Devlin       | USA  | 8:33.18    | 0:53.40 | 4:44.20 | 2:55.18 |
| 10     | Olaf Sabatschus   | GER  | 8:34.08    | 0:57.05 | 4:40.08 | 2:56.55 |

### Vrouwen
| rang   | naam               | land | totaaltijd | zwemmen | fietsen | lopen   |
| ------ | ------------------ | ---- | ---------- | ------- | ------- | ------- |
| Goud   | Paula Newby-Fraser | USA  | 8:58.23    | 0:53.29 | 4:58.30 | 3:16.24 |
| Zilver | Erin Baker         | USA  | 9:08.04    | 0:58.36 | 4:50.16 | 3:19.12 |
| Brons  | Susan Latshaw      | USA  | 9:20.40    | 0:56.05 | 4:57.49 | 3:26.46 |
| 4      | Karen Smyers       | USA  | 9:21.12    | 0:53.34 | 5:06.25 | 3:21.13 |
| 5      | Wendy Ingraham     | USA  | 9:23.08    | 0:51.06 | 5:00.32 | 3:31.30 |
| 6      | Heather Fuhr       | CAN  | 9:31.46    | 0:59.20 | 5:19.09 | 3:13.17 |
| 7      | Fernanda Keller    | BRA  | 9:33.28    | 0:59.41 | 5:11.01 | 3:22.46 |
| 8      | Terry Schneider    | USA  | 9:34.15    | 1:00.05 | 5:13.39 | 3:20.31 |
| 9      | JulieAnne White    | CAN  | 9:36.52    | 1:02.30 | 5:10.44 | 3:23.38 |
| 10     | Katinka Wiltenburg | NED  | 9:38.39    | 1:04.56 | 5:03.46 | 3:29.57 |

1978 · 
1979 · 
1980 · 
1981 · 
1982 (feb.) · 
1982 (okt.) · 
1983 · 
1984 · 
1985 · 
1986 · 
1987 · 
1988 · 
1989 · 
1990 · 
1991 · 
1992 · 
1993 · 
1994 · 
1995 · 
1996 · 
1997 · 
1998 · 
1999 · 
2000 · 
2001 · 
2002 · 
2003 · 
2004 · 
2005 · 
2006 · 
2007 · 
2008 · 
2009 · 
2010 · 
2011 · 
2012 · 
2013 · 
2014 · 
2015 · 
2016 · 
2017 · 
2018 · 
2019